# Chrysobothris fronticornis
Chrysobothris fronticornis es una especie de escarabajo del género Chrysobothris, familia Buprestidae. Fue descrita científicamente por Chevrolat en 1838.